# ローチ (コイ科)
ローチ (学名：Rutilus rutilus) は、コイ目コイ科に分類される魚の一種。ヨーロッパから西アジアにかけて分布する。ローチと呼ばれる魚は Rutilus 属、Leucos 属、Hesperoleucus 属などがいる。

## 分布
地中海周辺を除くヨーロッパ全域に分布し、分布域は東のシベリアまで広がっている。東ヨーロッパとアジアにはいくつかの亜種が存在し、カスピ海と黒海では汽水や海水に進出する亜種もおり、それらを独立種とする場合もある。地中海周辺、スペインとポルトガルの北西部にはいくつかの近縁種が分布している。オーストラリアでは1860年代から1880年代にかけて、スポーツフィッシングのために持ち込まれた。

## 形態
体長は通常35 cmで、最大でも50 cm。体は青みがかった銀色で、腹部は白色。鰭は赤い。側線鱗数は39 - 48個。背鰭と臀鰭の条は12 - 14本。稚魚は細長いが、成魚は体高が高くなる。瞳孔の上部は赤色になる。しかし瞳孔や鰭の赤色が薄い個体もいる。ラッドとよく似ているが、ラッドは背鰭条数が少なく、背鰭が後方にある。

## 生態
小さな池から大河川、湖まで、幅広い淡水環境に生息する。浅場で摂食することが多い。汚染に強く、ほかの魚が生存できない環境でも生存する。コイ科の中では栄養の乏しい地域で最も多い。汽水にも進出する。-4 °Cから31 °Cの温度に耐えられる。
本種は別属のも魚種とも容易に交雑することが知られており、ブリームやラッドなどとの交雑個体が存在する。
分布域の多くでは最も数の多い魚だが、水草の少なく濁った環境においては、ブリームが上回る場合がある。群れで生活し、海水に進出する亜種を除くと回遊性は無い。普段は浅場で生活しているが、寒い時期には深場に移動する。
幼魚は水草の中で敵から身を守り、成魚は水草を餌とするため、水草の多い環境を好む。水草や藻類、無脊椎動物、水生昆虫、蠕虫を捕食し、幼魚は主にプランクトンを捕食する。餌の少ない環境では、体高が低いまま成熟して、環境に適応する。
寿命は15年以上。吸虫のRhipidocotyle campanula、ミクソゾアのMyxobolus muelleri、線虫のRaphidascaris acusに寄生される。
産卵期は3 - 6月で、水温の上昇により始まる。産卵場所は毎年同じで、雄の集まりの中に雌が入る。雄が雌を追いかけ、卵を受精させる。この際激しく暴れて、水面から飛び出すこともある。産卵数は最大10万個。水素イオン指数が5.5以下の場合、うまく繁殖できない。

## 人との関わり
釣りでの餌は赤虫、ミミズ、ウジやウジのサナギ、パン、茹でたスイートコーン、麻の実、スズメノエンドウ、カラスノエンドウなどが用いられる。ローチは水の流れのゆるいところにいるので、ウキを利用した釣り方が一般的である。さまざまな淡水域に生息している魚であるため、年齢を問わず多くの人々にとって釣りの対象となっている。